# 翼茎野百合
翼茎野百合（学名：Crotalaria sagittalis）为豆科野百合属下的一个种。

## 扩展阅读
- 維基物種上的相關：翼茎野百合